# Miyagis första valkrets

Miyagis enmansvalkretsar.

Miyagis första valkrets är en valkrets för Japans underhus i Miyagi prefektur. Valkretsen täcker staden Sendai tillsammans med Miyagis andra valkrets samt delar av tredje och fjärde. Den är en enmansvalkrets. Kandidater som inte direktväljs kan få utjämningsmandat genom Tohokus proportionella valblock.
Valkretsen bildades i samband med införandet av enmansvalkretsar inför valet 1996. Den ersatte Miyagis gamla första valkrets, som även omfattade nuvarande andra, tredje och fjärde valkretsarna samt delar av femte och sjätte.

## Valda ledamöter
Valet till Japans representanthus 1996, 20 oktober 1996.Redigera Wikidata
- Kazuo Aichi, Shinshintō

Valet till Japans representanthus 2000, 25 juni 2000.Redigera Wikidata
- Azuma Konno, Demokratiska partiet

Valet till Japans representanthus 2003, 9 november 2003.Redigera Wikidata
- Azuma Konno, Demokratiska partiet

Valet till Japans representanthus 2005, 11 september 2005.Redigera Wikidata
- Tōru Doi, Liberaldemokratiska partiet

Valet till Japans representanthus 2009, 30 augusti 2009.Redigera Wikidata
- Kazuko Kōri, Demokratiska partiet

Valet till Japans representanthus 2012, 16 november 2012.Redigera Wikidata
- Tōru Doi, Liberaldemokratiska partiet

Valet till Japans representanthus 2014, 21 november 2014.Redigera Wikidata
- Tōru Doi, Liberaldemokratiska partiet

Valet till Japans representanthus 2017, 28 september 2017.Redigera Wikidata
- Tōru Doi, Liberaldemokratiska partiet

Valet till Japans representanthus 2021, 31 oktober 2021.Redigera Wikidata
- Tōru Doi, Liberaldemokratiska partiet